# Камиль аль-Муса
Камиль аль-Муса (араб. كامل الموسى‎, 29 августа 1982, Мекка) — саудовский футболист, защитник сборной Саудовской Аравии и клуба «Аль-Вахда» из Мекки.

## Клубная карьера
Камиль аль-Муса — воспитанник клуба «Аль-Вахда» из его родной Мекки. За эту команду он выступал с 2003 по 2010 год. В 2006 году аль-Муса на правах аренды выступал за столичный «Аль-Хиляль». Летом 2010 года он подписал контракт с клубом «Аль-Ахли» из Джидды, где провёл следующие шесть лет. Летом 2016 года он вернулся в «Аль-Вахду», где был назначен капитаном команды.

## Карьера в сборной
30 сентября 2003 года Камиль аль-Муса дебютировал в составе сборной Саудовской Аравии в домашнем товарищеском матче против команды Сирии, выйдя на замену на 70-й минуте. В 2007 году аль-Муса сыграл во всех матчах национальной сборной на Кубке Азии, проходившем в Юго-Восточной Азии, где вместе с командой он дошёл до финала, в котором саудовцы с минимальным счётом уступили сборной Ирака. Он также принял в двух матчах провального для саудовцев Кубка Азии 2011 года в Катаре.

## Достижения
«Аль-Вахда»
- Победитель Первого дивизиона Саудовской Аравии (1): 2002/03

 «Аль-Хиляль»
- Обладатель Кубка наследного принца Саудовской Аравии (1): 2005/06

 «Аль-Ахли»
- Чемпион Саудовской Аравии (1): 2015/16
- Обладатель Кубка наследного принца Саудовской Аравии (1): 2014/15
- Обладатель Саудовского кубка чемпионов (3): 2011, 2012, 2016

 Сборная Саудовской Аравии
- Финалист Кубка Азии (1): 2007